# Hieracium oistophyllum
Hieracium oistophyllum es una especie de planta con flor del género Hieracium, de la familia Asteraceae, orden Asterales.

## Distribución
Hieracium oistophyllum se distribuye por Inglaterra, Escocia, Dinamarca, Noruega, Suecia, Finlandia, Alemania, Polonia, Estonia, Letonia, Bielorrusia y Rusia.

## Taxonomía
Fue descrita científicamente por Pugsl.